# Cerro Wila Khollu
Cerro Wila Khollu är ett berg i Bolivia.   Det ligger i departementet Oruro, i den västra delen av landet, 400 km väster om huvudstaden Sucre. Toppen på Cerro Wila Khollu är 4 581 meter över havet.
Terrängen runt Cerro Wila Khollu är lite bergig. Trakten runt Cerro Wila Khollu är nära nog obefolkad, med mindre än två invånare per kvadratkilometer.. 
Omgivningarna runt Cerro Wila Khollu är i huvudsak ett öppet busklandskap.